# Plagius
Plagius là một chi thực vật có hoa trong họ Cúc (Asteraceae).

## Loài
Chi Plagius gồm các loài: